# Aldo Pifferi
Aldo Pifferi (né le 26 octobre 1938 à Orsenigo, et mort le 29 octobre 2023 à Lipomo) est un coureur cycliste italien. Professionnel de 1962 à 1970, il a notamment remporté une étape du Tour d'Italie. 
Son frère cadet Giovanni a également été cycliste professionnel.

## Palmarès

### Palmarès amateur
- 1958
  - 2e du Gran Premio Gnecchi
- 1959
  - Trofeo Napoleone Faina
  - 3e de la Coppa Baratta
- 1960
  - Trofeo Mobilieri Vighizzolesi
- 1961
  - 6e du championnat du monde sur route amateurs

### Palmarès professionnel
| - 1964 - 3e du Tour de la province de Reggio de Calabre - 1965 - 16e étape du Tour d'Italie - 1966 - 2e de la Coppa Placci - 10e du Tour de Lombardie | - 1967 - 2e étape de Tirreno-Adriatico - Giro delle Tre Provincie |

## Résultats sur le Tour d'Italie
7 participations
- 1962 : abandon (14e étape)
- 1963 : 64e
- 1964 : 95e
- 1965 : 69e, vainqueur de la 16e étape
- 1966 : 74e
- 1967 : abandon
- 1968 : 74e